# Prêmio FNLIJ
O Prêmio FNLIJ é uma tradicional premiação brasileira voltada para a literatura infantojuvenil, realizado desde 1975 pela Fundação Nacional para o Livro Infantil e Juvenil, em suas primeiras edições, o Prêmio FNLIJ escolhia apenas um vencedor. Atualmente, possui 18 categorias, incluindo um prêmio hors-concours para autores e ilustradores mais votados em uma categoria e já premiados pelo menos outras três vezes em edições anteriores.

## Categorias
Lista:
- Criança
- Jovem
- Imagem
- Poesia
- Informativo
- Tradução Criança
- Tradução Jovem
- Tradução Informativo
- Tradução Reconto
- Projeto Editorial
- Revelação Escritor
- Revelação Ilustrador
- Melhor Ilustração
- Teatro
- Livro Brinquedo
- Teórico
- Reconto
- Literatura de Língua Portuguesa